# Renée Méndez-Capote
Renée Méndez-Capote y Chaple (La Habana, 12 de noviembre de 1901 - 14 de mayo de 1989) fue una escritora, ensayista, periodista, traductora, sufragista y activista feminista cubana. Cultivó la literatura infantil, el cuento, el ensayo y el género autobiográfico.

## Vida y obra
Hija del Brigadier mambí Domingo Méndez-Capote y María Chaple Suárez, debutó en abril de 1917 con un artículo titulado El primer baile para la revista de antiguos alumnos del colegio La Salle.
Dentro de su trabajo literario se encuentran Memorias de una cubanita que nació con el siglo, considerado como un clásico dentro de la literatura testimonial. En el ámbito periodístico, se desempeñó en varias publicaciones en su país, entre ellas en el Diario de la Marina, La Gaceta de Cuba, Revolución y Cultura, Unión y Juventud Rebelde, además de las revistas Bohemia, Social y Mujeres y el semanario Pionero.

### Activismo
Junto a Berta Arocena de Martínez Márquez, fue una de las fundadoras del Lyceum el 1 de diciembre de 1928, una de las organizaciones feministas «más intelectuales y culturales» de su época. A ellas se unieron Carmen Castellanos, Matilde Martínez Márquez, Carmelina Guanche, Alicia Santamaría, Ofelia Tomé, Dulce Marta Castellanos, Lilliam Mederos, Rebeca Gutiérrez, Sarah Méndez-Capote, Mary Caballero, María Josefa Vidaurreta y María Teresa Moré, y organizaron una agrupación que abogó por el voto femenino, se transformó en una institución lobista en el parlamento de Cuba y organizó diversos eventos feministas en dicho país.

### Obras
Ensayo
- Oratoria cubana (1926).
- Lento desarrollo de la Cuba colonial (1978).

Biografías
- Domingo Méndez Capote. El hombre civil del 95 (1957).
- Memorias de una cubanita que nació con el siglo (1963).
- Ché: comandante del alba (1977).
- El niño que sentía crecer la hierba (1981).

Relato
- Apuntes (1927).
- Relatos heroicos, 241 pp (1965) (Crónicas de viaje, 1966).
- De la maravillosa historia de nuestra tierras (1967).
- Episodios de la epopeya (1968).
- 4 conspiraciones (1972).
- Un héroe de once años (1975).
- El infame (1977).
- Hace muchos años una joven viajera (1983).
- A Varadero en carreta (1984).
- El remolino y otros relatos (1982).

Otros
- Dos niños en la Cuba colonial (cuento, 1966).
- Fortalezas en la Habana colonial (divulgación, 1974).
- Costumbres de antaño (1975).
- Por el ojo de la cerradura (testimonial, 1977).
- Cuentos de ayer (1978).
- Amables figuras del pasado (1981).
- Recuerdos de la vieja biblioteca (artículo, 1981).